# 원플러스 8
원플러스 8(OnePlus 8)과 원플러스 8 프로(OnePlus 8 Pro)는 원플러스가 2020년 4월 14일 출시한 안드로이드 기반 스마트폰이다. 2020년 4월 29일 미국에서 구매할 수 있게 되었다.